# Archytas zikani
Archytas zikani är en tvåvingeart som beskrevs av Guimaraes 1961. Archytas zikani ingår i släktet Archytas och familjen parasitflugor. Inga underarter finns listade i Catalogue of Life.